# App Store
|  | Aquest article tracta sobre la botiga d'aplicacions genèrica. Si cerqueu la botiga d'aplicacions d'iOS, vegeu «App Store (iOS)». |

App Store o botiga d'aplicacions (o mercat d'aplicacions) és un tipus de plataforma de distribució digital per a programari d'ordinador, sovint en un context mòbil. Les aplicacions proporcionen un conjunt específic de funcions que, per definició, no inclouen el funcionament de la pròpia màquina. El programari complex dissenyat per utilitzar-lo en un ordinador personal, per exemple, pot tenir una aplicació relacionada dissenyada per utilitzar-la en un dispositiu mòbil. Actualment, les aplicacions normalment estan dissenyades per executar-se en un sistema operatiu específic, com ara l'iOS, el MacOS, el Windows o l'Android contemporanis, però en el passat els operadors de telefonia mòbil tenien els seus propis portals per a aplicacions i continguts relacionats (per exemple, Vodafone live! o T-Zones)
Electronic AppWrapper va ser el primer catàleg comercial de distribució de programari electrònic per gestionar col·lectivament el xifratge i proporcionar drets digitals per a aplicacions i mitjans digitals en 1993.